# Mišel Matičević
Mišel Matičević (ur. 1970 r. w Berlinie) – niemiecki aktor filmowy i serialowy.

## Wybrana filmografia
- Wege in die Nacht (1999) jako Randalierer
- Zagubieni zabójcy (2000) jako Branco
- Die Cleveren (2000–2001) jako SEK-Einsatzleiter / Escort-Fahrer
- Ob sie wollen oder nicht (2001) jako Heiko
- Detective Lovelorn und die Rache des Pharao (2003) jako detektyw Lovelorn
- Das Duo (2002) jako Benno Polenz
- Hotte im Paradies (2002) jako Hotte
- Heimkehr (2003) jako dr Dimitrijevic
- Rotlicht - Im Dickicht der Großstadt (2003) jako Jan
- Die Eltern der Braut (2003) jako Sven Lobert
- Baal (2004) jako Piller
- Kalter Frühling (2004) jako Rico Schmidt
- Sehnsucht (2004) jako Alexander Heppner
- Das Zimmermädchen und der Millionär (2004) jako Jo Heinrich
- K3 - Kripo Hamburg (2005) jako Malte Baum
- Stürmisch verliebt (2005) jako Patrizias Vater
- Emilia - Die zweite Chance (2005) jako Klaus Müller
- Emilia - Familienbande (2005) jako Klaus Müller
- Most powietrzny (2005) jako Jack
- Dornröschen erwacht (2006) jako Stefan Meybach
- Eine Stadt wird erpresst (2006) jako Ronny Banderes
- Blackout - Die Erinnerung ist tödlich (2006) jako Paul Novak
- Zodiak - Der Horoskop-Mörder (2007) jako Mathias Vollmer
- Die Todesautomatik (2007) jako Manfred Brettschneider
- Firma CIA (2007) jako Arpad Zelk
- Die dunkle Seite (2008) jako Simon Bathge
- W zimie minie rok (2008) jako Aldo
- Effi Briest (2009) jako mjr von Crampas
- Hangtime - Kein leichtes Spiel (2009) jako Georg Berg
- Im Schatten (2010) jako Trojan
- Im Angesicht des Verbrechens (2010) jako Mischa
- Die Hebamme - Auf Leben und Tod (2010) jako dr Gennaro Kauner
- Tata do pary (2011) jako Rob
- Die Abstauber (2011) jako Chris
- Lösegeld (2012) jako Hauptkommissar Lysewski
- Schnell ermittelt (2012) jako Ulrich Larsen
- Mój piękny kraj (2012) jako Ramiz
- In den besten Familien (2012) jako Ben
- Die Geisterfahrer (2012) jako Yasser
- Beste Bescherung (2013) jako Ben
- Zorn - Tod und Regen (2014) jako Claudius Zorn
- Der letzte Bulle (2016) jako Holger Brawitsch
- Wir waren Könige (2014) jako Mendes
- Süsser September (2015) jako Bruno
- Operation Zucker - Jagdgesellschaft (2016) jako Ronald Krug
- Familie Lotzmann auf den Barrikaden (2016) jako Dehmel
- Willkommen bei den Honeckers (2017) jako Jochen Trommler
- Die Chefin (2013–2017) jako Mario Fechter
- Brüder (2017) jako Bauer
- Miejsce zbrodni (1998–2018) jako prof. Nenad Ljubic / Nikola / Roman Eggers
- Babilon Berlin (2017) jako Ormianin
- Dogs of Berlin (2018) jako Tomo Kovac[2]
- Oktoberfest: Piwo i krew (2020) jako Curt Prank